# 石塚将也
石塚 将也（いしづか まさや）は日本の空手家である。 2017年には、カザフスタンのアスタナで開催された2017アジア空手道選手権で日本代表に選ばれ、男子組手84 kgのイベントで金メダルを獲得。 
オーストリアのリンツで開催された2016年の世界空手道選手権では、男子チーム組手イベントで銀メダルを獲得 。 